# 百年靈
百年靈（Breitling）是瑞士的一家手表品牌，該品牌的手錶精準度聞名世界，創業于1884年。
2017年5月5日，CVC資本合伙公司以8億歐元折合8.73億美元收購百年靈。

## 相關企業
百年靈飛行隊（Breitling Jet Team）

## 外部連結
- 官方网站